# Charles Butler (Imker)
Charles Butler (* 1560; † 29. März 1647 in Buckinghamshire) war ein englischer Logiker, Grammatiker und einflussreicher Imker. Von ihm stammen viele Beobachtungen über Bienen, die er in seinem Hauptwerk über Bienenzucht beschrieb und dem er seinem Beinamen Father of English Beekeeping verdankt.

## Leben
Mit einem akademischen Stipendium wurde Butler als Werksstudent in Oxford zugelassen, wo er als Master of Arts im Jahr 1587 graduierte. Nach zwei Stationen als Rektor und Schulmeister nahm er im Jahr 1600 eine Stelle als Vikar in Wootton St Lawrence an. Dort widmete sich Butler verstärkt der Bienenzucht.
Butler beobachtete, das Bienen den Wachs ihrer Bienenwaben selbst produzierten. Bis zu diesem Zeitpunkt wurde angenommen, dass die Bienen diesen einsammeln würden. Er beobachtete auch, dass in Stämmen ohne Königin die Arbeitsbienen manchmal Eier legten. Von ihm stammt die Beobachtung, dass verletzte Bienen ein Sekret absondern, welches andere Bienen zum Stechen verleitet. Es handelte sich damit um die erste Beschreibung der Wirkung eines Alarmpheromons. Er fand heraus, dass der Drohn männlich ist und verbreitete die Beobachtung des Spaniers Luis Mendes de Torres, dass die Bienenkönigin weiblich ist. Seine Beobachtungen publizierte er in seinem Werk The Feminine Monarchie im Jahr 1609. Das Buch wurde mehrfach von ihm überarbeitet und enthielt Kapitel über den Schwarmfang, Bienenfeinde und die Vorteile der Bestäubung durch Bienen. Das Buch blieb für fast 250 Jahre ein Standardwerk der Bienenzucht.
Butler verfasste 1597 ein Schulbuch zur Einführung in die Philosophie des Petrus Ramus, welches sich gut verkaufte. Weitere Schriften umfassten eine theologische Streitschrift, mit der er (zugunsten zweier Familienmitglieder) die Ehe zwischen Cousins verteidigte; einen Vorschlag für eine englische Rechtschreibreform (1633); und ein Werk über kirchliche und weltliche Musiktheorie (1636).